# Raïon de Zaporijjia
Pour les articles homonymes, voir Zaporijjia (homonymie).
Le raïon de Zaporijjia (en ukrainien : Запорізький район ; en russe : Запоро́жский райо́н) est un raïon (district) dans l'oblast de Zaporijjia en Ukraine.
Avec la réforme de juillet 2020, le raïon s'est donc étendu au détriment des raïons Novomykolaivka, Vilniansk, Orikhiv.

## Lieux d'intérêt
Le Haras de Zaporijjia.

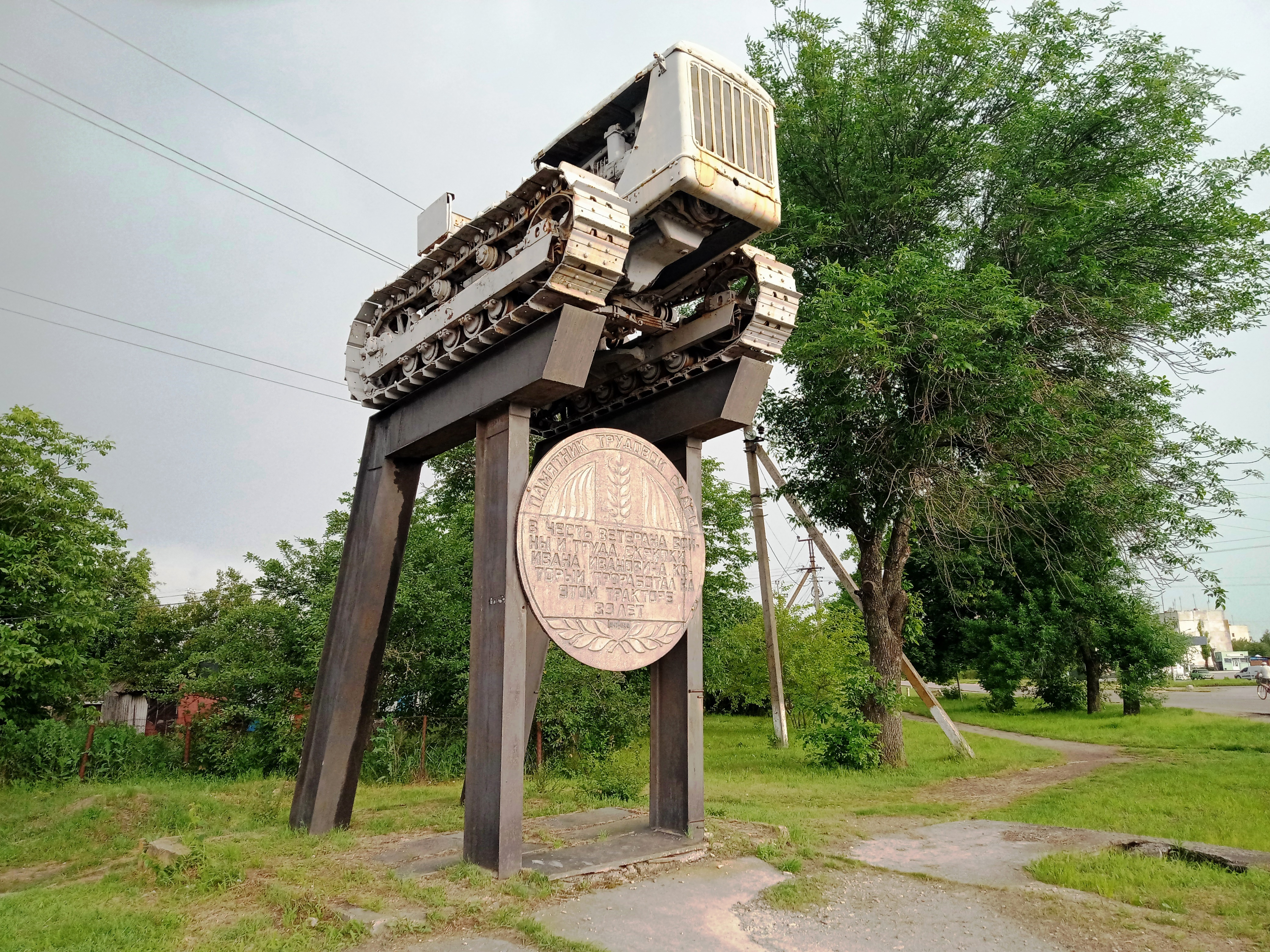
Monument aux travailleurs, classé
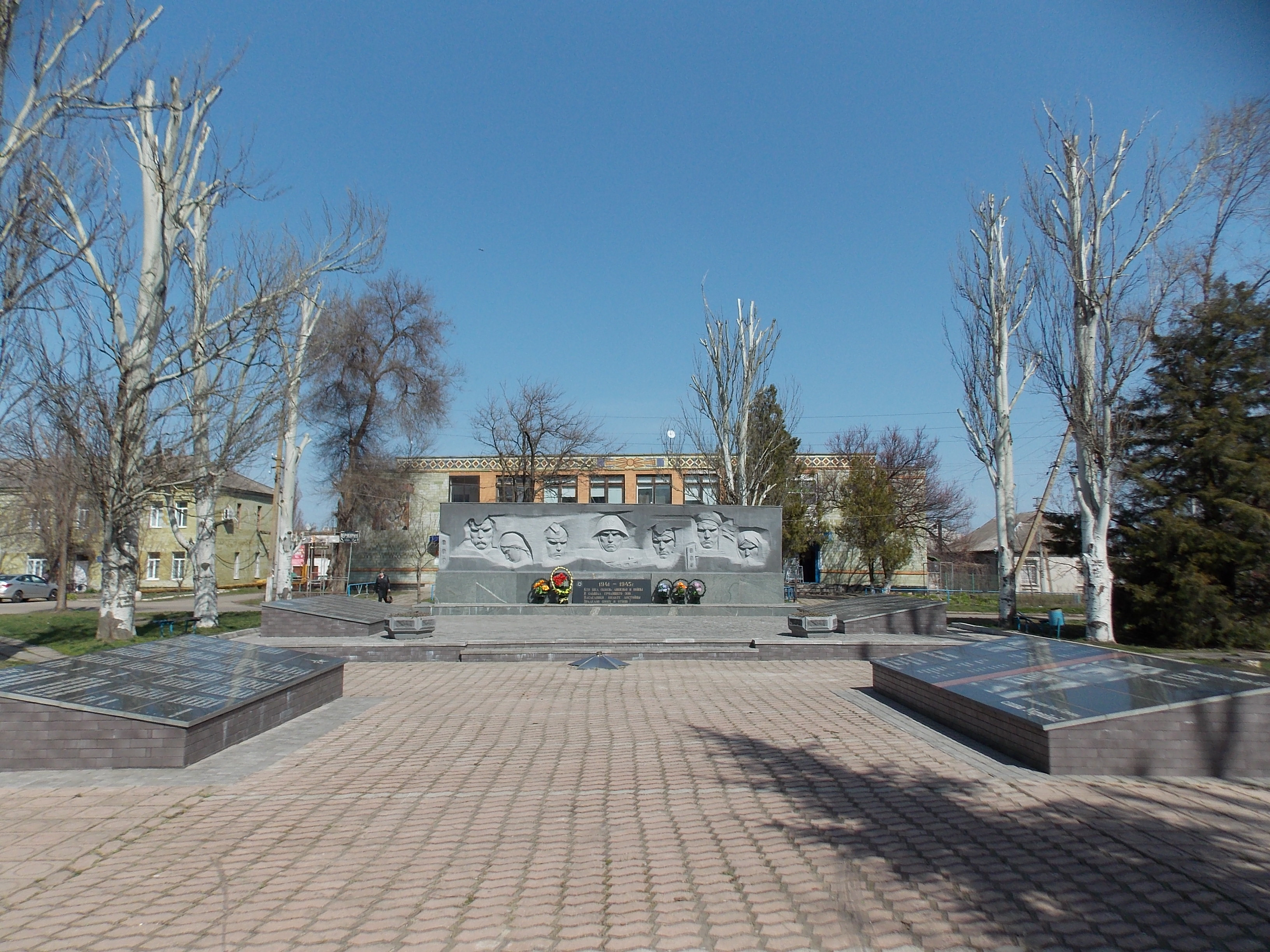
et mémorial à la guerre, classé[2] à Novomykolaïvka.
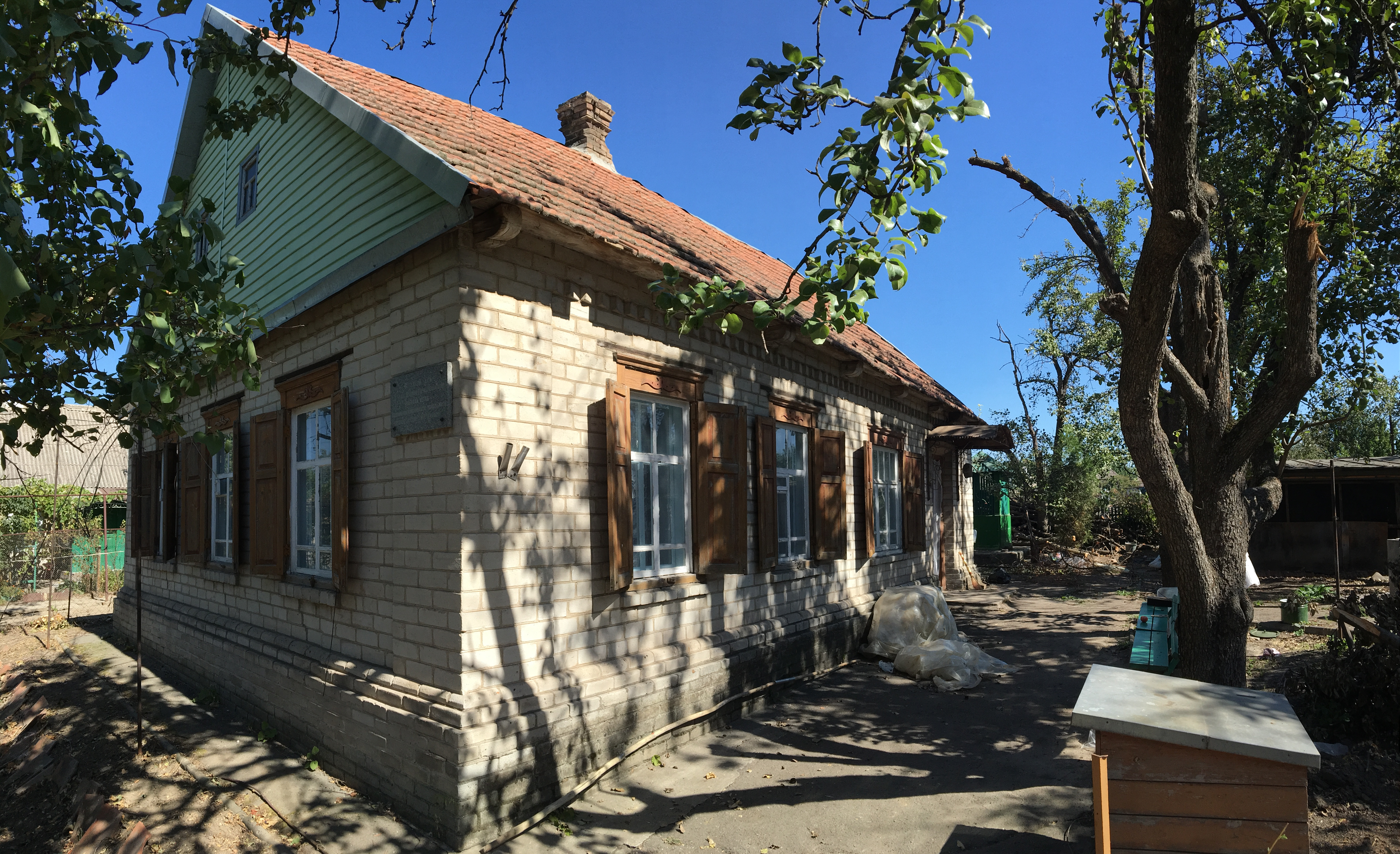
Maison à Balabyn, classé[3],
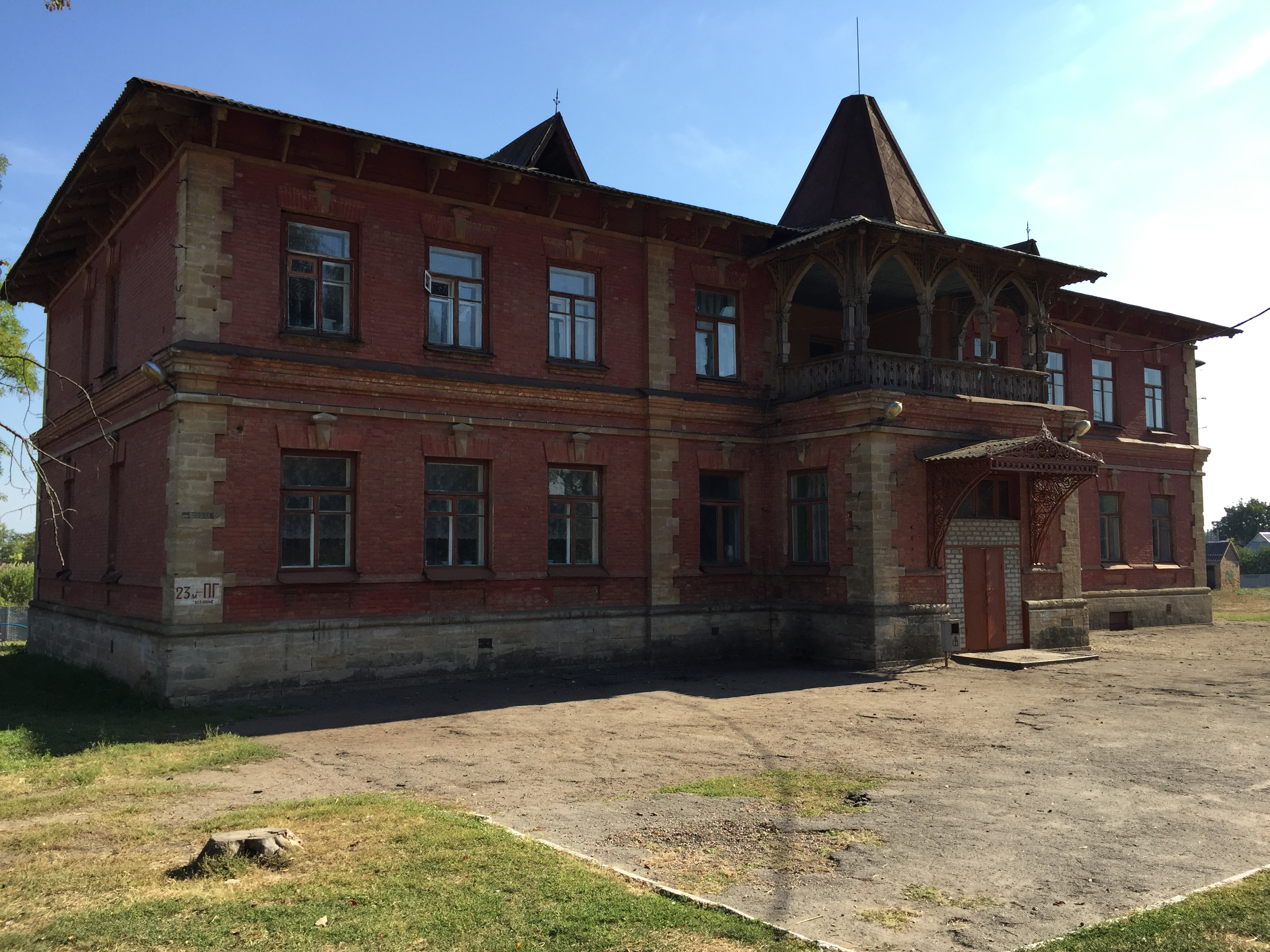
Manoir Myklashevskyi à Bylenke, classé[4],
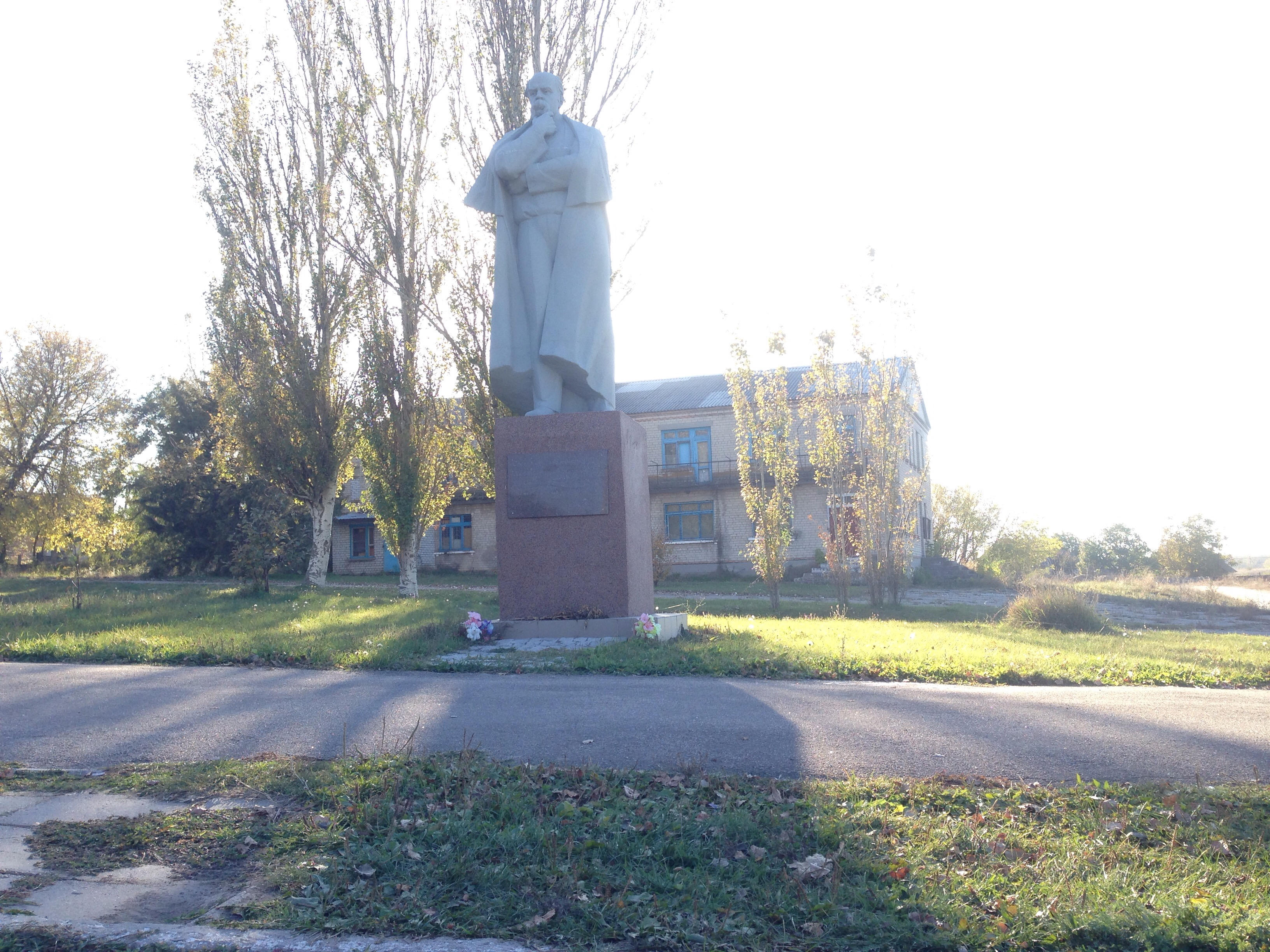
Monument à Taras Chevtchenko de Loukacheve, classé[5],
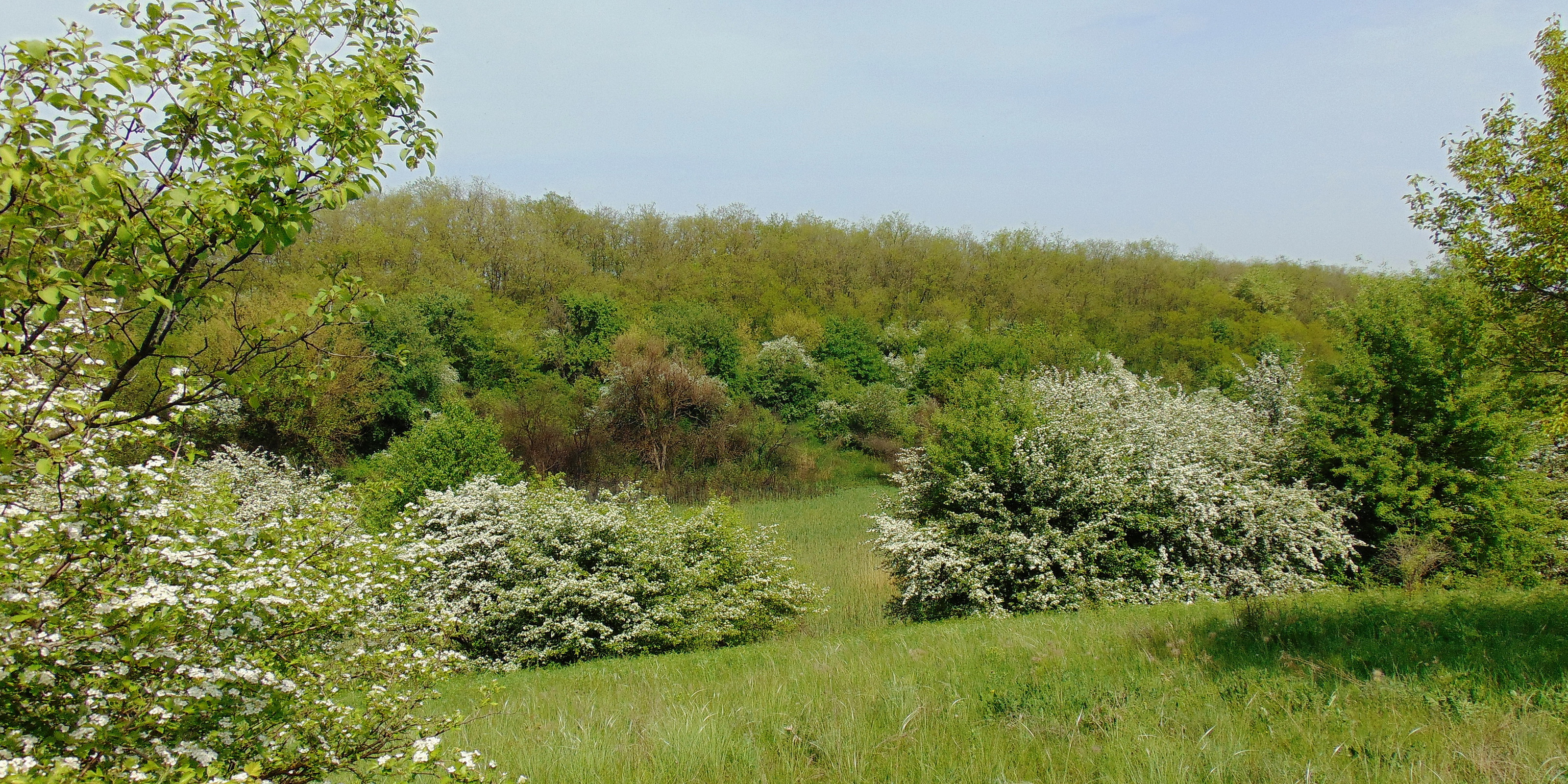
réserve naturelle de Malichevka, classé[6].